# Titanic: Adventure Out of Time
Titanic: Adventure Out of Time (Titanic: Aventura fuera de tiempo) es un videojuego para el ordenador personal. Fue desarrollado por Cyberflix y fue publicado en Europa y los Estados Unidos por la Europress y la GTE Entertainment respectivamente, lanzado el 31 de octubre de 1996. El juego es de aventura de apunte y click que ve que el jugador viajar alrededor de una representación virtual del RMS Titanic.
Titanic: Adventure out a time viene de tres distintas versiones: para PC, el Apple Macintosh, o la versión híbrida que trabaja tanto sobre el ordenador personal como sobre Mac. Version 1.0. La versión 1.0 del juego es una mejora del juego de la GTE Entertainment que con solamente Cyberflix, mejoran la estabilidad del primer juego lanzado en 1997. Esto viene a una chaqueta de CD triple o una versión de guardajoyas. La versión francesa y alemana del juego viene a dos mangas de papel. Para Macintosh y Windows, la primera versión fue lanzada primero, producidos por Cyberflix y distribuidos por la GTE en 1996. Las versiones híbridas del juego, que son compatibles tanto con el MAC como con sistemas operativo Windows, fueron distribuidas y producidas por Cyberflix después de que GTE salió del negocio en 1997. Versiones posteriores fueron distribuidas por Hammerhead Entertainment, que asumió la producción después de que Cyberflix también salió del negocio en 1998. El juego está disponible en seis lenguas: inglés, francés, alemán, holandés, polaco y coreano.

## Sumario
El juego comienza en abril de 1942 con el jugador llamado Frank Carlson siendo cogido en un ataque aéreo durante la Campaña de Londres en la Segunda Guerra Mundial y siendo enviado atrás en el tiempo hasta 1912 con una oportunidad de cambiar la historia. En 1912, él es un agente británico secreto sobre el RMS Titanic. Una versión ampliable permite al jugador seguir la trama solucionando rompecabezas o simplemente explorar el barco.
El argumento principal del juego gira alrededor de recuperar el Rubaiyat de Omar Khayyam, que es robado antes y ahora es sospechado de estar en la posesión de Zeitel, German Oberst, el Coronel, que viaja sobre el Titanic bajo capa de la inspección de embajadas en los Estados Unidos y Centroamérica. Con el Coronel es su protegé joven llamado Von Haderlitz. Por una larga intriga, es revelado que el Coronel ha hecho un trato con un distribuidor de arte llamó Sasha Barbicon para cambiar el Rubaiyat por una pintura rara (hecho por Adolf Hitler, en ese entonces desconocido). El Coronel y el acto de Barbicon por un mediador intermediario, un polizón serbio llamado Vlad Demoniac.
Además del Rubaiyat y la pintura, el agente pronto aprende que Van Hederhetz es de hecho un espía para los rusos y tiene en su posesión un cuaderno con los nombres de Bolcheviques superiores. El cuaderno debe ser entregado al Okrana de modo que los rebeldes Comunistas sean ejecutados, eliminando una amenaza al Zar.
Un artículo final que aparece en el juego, la adquisición de que es crítico, es un collar de diamantes raro que Sasha ha robado para pagar a Vlad sus servicios y también financiar un grupo serbio terrorista llamado la Mano Negra. La participación de Vlad en la Mano Negra pone la etapa para los acontecimientos sobre el Titanic directamente que afecta si realmente la Mano Negra asesinará al archiduque Franz Ferdinand de Austria, así provocando el principio de la Primera Guerra Mundial.
Durante su misión, el agente también se hace complicado en varios subargumentos sin relaciones a la misión central o, en realidad, las condiciones victoriosas del juego. Un subargumento (subcomplot) importante comienza por encontrando el barco " el sabueso de chisme ", en forma de a una solterona rica de mediana edad Daisy Cashmore llamado. Cashmore da al jugador una nota para encontrar a Andrés Conkling, el propietario de Acero Conkling. Conkling dice al jugador recuperar un documento de negocio de su que había sido robado por Hacker Shailagh, una criada en su casa de Londres.
Otros argumentos incluyen la reunión y la ayuda una pareja rica (los Lambeths) cuyo matrimonio ha ido mal, así como la reunión de otros pasajeros como Leyland Sachum Trask, un psíquico de Boston; Edgar Troutt reverendo, un predicador religioso de Sunapee, New Hampshire que vuelve de una misión africana en Nyasaland; y Max Seidelman, un hombre de negocios estadounidense independiente de Filadelfia, quien proporciona un flashback y perspicacia de valor que varía. La asistencia al jugador (de tiempo en tiempo) es el agente Penny Pringle.
El número de objetos que el jugador recupera antes del hundimiento del barco afecta la escena de corte final y como la historia lleva a su fin. Si el jugador obtiene todos los objetos, la historia no es cambiada con la Primera Guerra Mundial, la Revolución rusa, y la Segunda Guerra Mundial nunca que ocurre; el carácter se retira después de una carrera acertada a un mundo de paz. Si el jugador falla en recogerlos o muere evitando, la historia ocurre como normal y el jugador muere en la Campaña de Londres.
Otros finales (basado en las variaciones de objetos recolectados en el juego) incluyen Alemania que comienza WWII con un arsenal nuclear (el carácter es matado en un ataque nuclear), Alemania que conquista Rusia e Inglaterra debido a los Comunistas habiendo sido parado (el carácter es matado por un Nazi), y la Unión Soviética reclamando la mayor parte de Europa (a este personaje le dispara un soldado de caballería del Choque Ruso).

## Personajes
Frank Carlson - Carlson es un agente redundante británico secreto que vive en un apartamento diminuto de Londres, rodeado por las memorias dolorosas de su misión fracasada a bordo el Titanic. Una bomba que explota de repente(pronto) lo propulsa atrás a tiempo. Él ha sido colocado sobre el primer viaje del Titanic para el reconocimiento enemigo e interceptar un número de artefactos que tienen mucho más importancia a la historia del mundo moderno que ellos primero aparecen.
Penny Pringle - un agente inglés colega de Carlson que es responsable de iniciar su misión y proporcionar el consejo provechoso y direcciones. Logra evitar el barco que se hunde en uno de los primeros botes salvavidas.
Coronel E. E. Zeitel - Este Coronel alemán puede ser considerado el bandido principal del juego. Él ahora trabaja para el gobierno alemán. Fingiendo estar sobre una inspección de embajada, el Coronel Zeitel, de hecho, viaja a bordo el Titanic para cambiar dos artefactos valuosos, una pintura creada por de entonces Adolfo Hitler desconocido y un cuaderno que cataloga a cada Comunista sospechado en los grados superiores del gobierno alemán.
Willie von Haderlitz - protégé austriaco del Coronel Zeitel, von Haderlitz es un profesor menor en la Universidad de Viena en la Austria-Hungría. Sin embargo, más tarde es revelado que él es de hecho un espía para el Zar, sugirió después de que Hederhetz da un toque(anillo) a Carlson con caracteres rusos grabados sobre su cinta interior. Hederhetz invita Carlson a un combate de esgrima que ocurre en la pista de squash del Titanic. Después del fósforo(partido), Hederhetz hace una declaración irónica e informa Carlson que el Titanic se acerca a los Magníficos Bancos y que los Vikingos antiguos pensaron que la parte del Océano Atlántico fue maldita. Él más tarde es encontrado muerto en el baño eléctrico (localizado en el baño turco), probablemente asesinado por Zeitel después de que él realiza(comprende) que Hederhetz es un espía y no es leal a Alemania.
Sasha Barbicon - Sasha Barbicon es un distribuidor inglés/Serbio de arte que " no es encima de la venta la mercancía robada ". Los empleos de Sasha su riqueza y galería de arte en Londres como un frente para las reuniones de simpatizantes a favor de la Mano Negra. Él trabaja junto al Coronel Zeitel. Durante el hundimiento, él es matado por Vlad para no ser leal a Serbia y la causa Negra De la mano.
Vlad Demoniac - un polizón serbio a bordo el Titanic, Vlad se ha hecho voto la venganza contra los Austríacos para el asesinato de su familia. Él está en la paga de Sasha Barbicon. Vlad más tarde es revelado para ser un miembro de la organización serbia la Mano Negra.
Andrés Conkling - Andrés Conkling es el propietario estadounidense del negocio ficticio Conkling el Acero, que proporcionó el metal usado en el Titanic, que más tarde fue revelado para ser alto en el azufre. Beatriz Conkling - Beatriz Conkling es un estadounidense y la esposa de Andrés Conkling. Ella es una diseñadora de interiores sobre su camino a Los Ángeles para ayudar diseñar las decoraciones interiores del Hotel Beverly Hills. Beatriz es revaleda para ser incapaz de concebir a los niños de ella propio entonces ella decide robar a Hacker la criada Shailagh el hijo recién nacido, Eddie.
Shailagh Hacker - Shailagh Hacker es la criada irlandesa de Andrés y Beatriz Conkling, y la madre del hijo recién nacido de Sr. Conkling, Eddie. Tanto ella como su bebé sobreviven el hundimiento.
Jack Hacker - Jack Hacker es un tercer pasajero de irlandés de clase y el hermano de Hacker Shailagh. Él se marcha en el bote salvavidas final, a pesar de haber admitido dentro de poco antes que él había dejado la esperanza de escapar.
Señora Georgia Lambeth - una señora inglesa y es la antigua amante de Carlson de cinco años anteriores. Ella tarde o temprano es envenenada por el Coronel Zeitel, que trata de chantajear Carlson en la entrega de la pintura que incluye proyectos secretos para el ejército británico. Carlson es dejado con la opción de entregar la pintura a Zeitel a cambio de un antídoto, o guardar la pintura y dejar a la Señora Georgia que muere.
El Tercel Oficial Morrow - Morrow es un veterano británico de la segunda guerra bóer y un oficial de turno durante la noche del hundimiento.
Daisy Cashmore - Daisy Cashmore es una solterona rica británica y un viejo amigo de Carlson. A ella le gusta hablar del chisme y por lo general corta a Carlson en cuanto ella descubre a otro pasajero que ella desea. Ella muere para ser demasiado obstinada sobre quien ella debería montar los botes salvavidas.
Ribeena y Henry Gorse-Jones - una pareja rica anciana de Haltwhistle, Inglaterra. Ellos proporcionan el alivio cómico por constantemente quejando el uno en el otro siempre que Carlson los encuentre en el juego. Ellos evitan un bote salvavidas durante el hundimiento, el ofrecimiento a Carlson la posibilidad para escaparse con ellos.
Eric Burns - Eric Burns es un fotógrafo estadounidense sobre su luna de miel a bordo el Titanic recién casado con Stephanie, a que alteran en él mucho tiempo con ella. Él tiene una colección enorme de las fotografías de otros pasajeros.
Stephanie Burns - Aunque el jugador no pueda ver la conversación con Stephanie Burns, ella es un carácter que se repite en el juego. Ella está enfadada en su nuevo marido para gastar bastante tiempo con ella sobre su luna de miel.
Leyland Sachum Trask - un psíquico estadounidense de Boston, Massachusetts. Él de vez en cuando proporciona insinuaciones y presagio de futuros acontecimientos de la trama. Él decide permanecer sobre el barco y morir.
Max Seidelman - Max Seidelman es un pasajero estadounidense, él es fumador, y el amigo de Carlson. Seidelman es un comprador para Grandes Almacenes Haymakers en Filadelfia, Pensilvania donde él reside. Él es muy saliente y gregario. Carlson encuentra Seidelman durante la noche del hundimiento donde él sugiere a Carlson para jugar blackjack con Riviera Buick. Él no sobrevive en el hundimiento.
Claris Limehouse - una mujer joven estadounidense, que viaja la primera clase sobre el Titanic. Haderlitz al parecer traba amistad con ella y los dos comienzan un romance a bordo del Titanic.
Reverendo Edgar Troutt - Edgar Troutt es un ministro estadounidense que vuelve de una misión religiosa en Nyasaland a Sunapee, New Hampshire, donde él y su tardía esposa, Emily. Troutt dice a Carlson que Emily al parecer contrajo a parásitos intestinales sobre el camino atrás de África y murió en cuanto ellos alcanzaron Puerto Said.
The Purser - el Purser provee del jugador de la ayuda y puede guardar la caja fuerte de artículos. Su oficina está cerrada después de que el Titanic golpea el iceberg y él no es ocupado esto.
El Ascensorista - el Ascensorista maneja la Magnífica Escalera y puede proveer del jugador de direcciones detalladas a cualquier parte del barco. Los levantamientos son cerrados cuando el Titanic golpea el iceberg el asistente es visto más.
John Smethells - John Smethells directo remilgado y apropiado, o solamente "Smethells", es el administrador de Carlson. Él puede proporcionar la ayuda general en todas partes del juego y puede dirigir al jugador) a su siguiente objetivo en ocasión. Él no es visto después de que el Titanic choca con el iceberg.

## Paseo por la nave
Además del juego, el CD-ROM también incluyó un rasgo de exploración separado que destacó caracteres en el juego que habla de varios aspectos del barco, su tripulación, y el hundimiento. Estos caracteres serían colocados en ubicaciones alrededor del barco. Tres narraciones de carácter fueron incluidas con el juego, mientras los otros podrían ser descargados del sitio web del juego (una nueva edición posterior del juego incluyó una prima el CD-ROM con estas narraciones transmisibles). Ellos estaban posteriores disponibles para el descargado sobre el sitio web del sucesor Barracuda de Cyberflix, y están ahora disponibles en el Titanic-Titanic.com.
La gráfica realizada por ordenador del barco ha sido usada en varios documentales sobre el Titanic, debido a su autenticidad. Sin embargo, sobre un barco con un complemento de durante 2000, el juego retrata el Titanic como casi abandonado (quizás explicó que el drama entero ocurre un domingo por la noche cuando cada uno duerme). A excepción de los caracteres principales, hay sólo unos caracteres "de papel pintado" escasos que aparecen como figuras inmóviles en los vestíbulos y los cuartos principales del barco.
Usando el rasgo de viaje del barco, el jugador también puede visitar escenas de la película de Titanic 1997. Es posible llamar sobre la puerta de la cabina de la Rosa (pero no entrar), ponerse cerca del arco(de la reverencia) del navío, visitar el cuarto de caldera, el paseo abajo la Magnífica Escalera, tomar un elevador, visitar el puente, ver el coche en el asimiento de carga , y explorar áreas comunes como los salones que son destacados en la película también.

## Música
En todas partes de la historia se puede oír los Preludios de Chopin Op. El 28 No 7 proporciona un ambiente que atormenta al juego. Algunas otras pistas usadas en todas partes del juego (así como en la introducción) fueron escritas por Scott Scheinbaum y Erik Holt. Esas canciones estaban disponibles posteriormente sobre el sitio web del sucesor Barracuda de Cyberflix, y todavía pueden ser encontrados sobre el archivo de esta página.

## Conexión con Dust: A Tale of the Wired West
Titanic: La Aventura Fuera de tiempo es unida de algunos modos a otro juego de Cyberflix, Dust.
- " buick Riviera.". " En Dust, Riviera es un timador en una ciudad remota en el Viejo Oeste que sigue tomando prestado el dinero del jugador; en el Titanic, Riviera es ahora un hombre de mediana edad que gasta(pasa) su tiempo jugando la veintiuna sobre el barco condenado. Si el jugador indica habiendo sido a Diamondback, Nuevo México (el ajuste de Polvo), por diciendo, " Sí, nos encontramos en el Bar de Disco duro ". Riviera a partir de entonces usa una baraja de cartas especial marcada con el logo del bar de Diamondback para el juego de blackjack.
- El actor que juega al fotógrafo Eric Burns (Erik S. Quist) también aparece en el Dust como un agricultor.
- Hablando con Haderlitz en la pista de squash cercando, él menciona que él es encabezado para estudiar la tribu Yunni india en Nuevo México, el ajuste de Dust.
- Si usted va al tocador en el baño turco (donde hay un mensaje escrito en el vapor) hay cajas para tres Ciberfijan juegos del ordenador, Dust, Skull Cracker, and Jump Raven.
- Un rasgo especial del juego proporciona vistas anticipadas a tres juegos Cyberflix. Dust, Skull Cracker, y Red's Jack revenge.